# HMS Prince of Wales (1860)
El HMS Prince of Wales fue uno de los seis navíos de línea de 121 cañones y tres cubiertas, dotados de propulsión por hélice de la Royal Navy británica.  Fue botado el 25 de enero de 1860. En 1869 fue renombrado como HMS Britannia.

## Construcción
El HMS Prince of Wales fue originalmente diseñado por John Edye como un navío de 3186 toneladas y 120 cañones, y modificado por Isaac Watts según el modelo del HMS Queen. Fue puesto en grada en Portsmouth el 10 de junio de 1848, pero no fue formalmente autorizado hasta el 29 de junio, y su diseño, fue aprobado el 28 de julio de 1848.
En 1849, la Royal Navy comenzó a encargar navíos de línea con propulsión por hélice, comenzando por el HMS Agamemnon. Es posible, que la construcción del HMS Prince of Wales se suspendiera, posteriormente, se volvió a autorizar como navío de línea propulsado a hélice y con 121 cañones el 9 de abril de 1856, los trabajos de conversión, se iniciaron el 27 de octubre de 1856. sus casi gemelos, los HMS Duke of Wellington y HMS Royal Sovereign fueron alargados con 7 metros a mitad del barco y 2 metros en la proa, y originalmente, se intentó que el HMS Marlborough y el HMS Prince of Wales se convirtieran según los mismos planos, pero fueron aún más alargados durante su construcción.
Sus máquinas, eran de dos cilindros de simple expansión y le proporcionaban 800 CV
Fue botado el 25 de enero de 1860, y realizó sus pruebas de mar en la bahía Stokes el 31 de octubre de 1860 sin velas, en las que consiguió una velocidad media de 12,569 nudos (23,293 km/h).
El Prince of Wales fue completado en la fase final de la carrera de armamento naval no blindado entre Francia y Gran Bretaña. En 1860 la Royal Navy tenía más navíos de línea de los que podía mantener por tripulación en tiempo de paz. El primer buque blindado de la Royal Navy, el Warrior fue asignado en 1861. Los navíos de línea propulsados por hélice, continuaron manteniendo su valor hasta mediados de la década de 1860, y aún se botaron.
En 1867, las máquinas del Prince of Wales, fueron retiradas para colocárselas al ironclad HMS Repulse. En 1869 fue renombrado Britannia y comenzó su servicio como buque de entrenamiento para cadetes en Dartmouth, reemplazando al anterior HMS Britannia en ese papel. Como Britannia, fue convertido en pontón, y solo conservó el trinquete. En septiembre de 1905, se abrió una instalación en tierra nombrada Royal Naval College, Dartmouth, a la vez que el Britannia cesaba en esa actividad.
Un nuevo acorazado de la clase King Edward VII, el Britannia fue botado en 1904. El antiguo Prince of Wales fue designado oficialmente como pontón en septiembre de 1909, fue vendido a Garnham el 23 de septiembre de 1914, posteriormente, fue vuelto a vender a Hughes Bolckow, arribando a Blyth (Northumberland), en julio de 1916 para desguace.